# Ludwig Salomon (Politiker)
Ludwig Salomon (* 11. September 1875 in Kiel; † 9. Dezember 1953) war ein deutscher Politiker (SPD).
Salomon war von Beruf Korrespondent und Finanzbuchhalter. Vor dem Zweiten Weltkrieg war er Gewerkschaftsfunktionär. Er gehörte 1946 dem ersten ernannten Landtag von Schleswig-Holstein und dort dem Ausschuss für Gesundheitswesen an. Sein letzter Wohnort war Lübeck.